# 東尼·施利
安東尼·約翰·施利（英語：Anthony John Sealy，1959年5月7日—），生於英國倫敦中哈克尼，英格蘭足球運動員，司職前鋒，曾效力修咸頓、水晶宮、昆士柏流浪及士砵亭著
等球會，於1992年來港加盟晨曦，其後效力東方及港會直到掛靴，退役後繼續留在香港足球會工作，已婚並育有兩子，其中二兒子積施利為香港足球代表隊成員。